# Félines (Haute-Loire)
Félines é uma comuna francesa na região administrativa de Auvérnia-Ródano-Alpes, no departamento de Alto Loire. Estende-se por uma área de 20,06 km². Em 2010 a comuna tinha 328 habitantes (densidade: 16,4 hab./km²).